# Abbeville-Saint-Lucien
Abbeville-Saint-Lucien és un municipi francès, situat al departament de l'Oise i a la regió dels Alts de França. L'any 2007 tenia 552 habitants.

## Demografia

### Població
El 2007 la població de fet d'Abbeville-Saint-Lucien era de 552 persones. Hi havia 186 famílies de les quals 29 eren unipersonals (4 homes vivint sols i 25 dones vivint soles), 58 parelles sense fills, 95 parelles amb fills i 4 famílies monoparentals amb fills.
La població ha evolucionat segons el següent gràfic:
Habitants censats

### Habitatges
El 2007 hi havia 209 habitatges, 198 eren l'habitatge principal de la família, 4 eren segones residències i 7 estaven desocupats. Tots els 209 habitatges eren cases. Dels 198 habitatges principals, 185 estaven ocupats pels seus propietaris, 11 estaven llogats i ocupats pels llogaters i 2 estaven cedits a títol gratuït; 5 tenien dues cambres, 10 en tenien tres, 50 en tenien quatre i 133 en tenien cinc o més. 162 habitatges disposaven pel capbaix d'una plaça de pàrquing. A 72 habitatges hi havia un automòbil i a 115 n'hi havia dos o més.

### Piràmide de població
La piràmide de població per edats i sexe el 2009 era:
| Homes | Edats   | Dones |
| ----- | ------- | ----- |
| 0     | 95 o +  | 0     |
| 4     | 90 a 94 | 0     |
| 0     | 85 a 89 | 0     |
| 0     | 80 a 84 | 0     |
| 4     | 75 a 79 | 4     |
| 4     | 70 a 74 | 12    |
| 16    | 65 a 69 | 16    |
| 4     | 60 a 64 | 4     |
| 8     | 55 a 59 | 4     |
| 28    | 50 a 54 | 32    |
| 28    | 45 a 49 | 20    |
| 16    | 40 a 44 | 20    |
| 16    | 35 a 39 | 24    |
| 20    | 30 a 34 | 8     |
| 20    | 25 a 29 | 20    |
| 12    | 20 a 24 | 20    |
| 8     | 15 a 19 | 20    |
| 12    | 10 a 14 | 12    |
| 20    | 5 a 9   | 20    |
| 16    | 0 a 4   | 12    |

## Economia
El 2007 la població en edat de treballar era de 376 persones, 290 eren actives i 86 eren inactives. De les 290 persones actives 272 estaven ocupades (139 homes i 133 dones) i 18 estaven aturades (7 homes i 11 dones). De les 86 persones inactives 37 estaven jubilades, 36 estaven estudiant i 13 estaven classificades com a «altres inactius».

### Ingressos
El 2009 a Abbeville-Saint-Lucien hi havia 194 unitats fiscals que integraven 538 persones, la mediana anual d'ingressos fiscals per persona era de 20.224 €.

### Activitats econòmiques
Dels 5 establiments que hi havia el 2007, 1 era d'una empresa extractiva, 1 d'una empresa de construcció, 1 d'una empresa de comerç i reparació d'automòbils, 1 d'una empresa de serveis i 1 d'una empresa classificada com a «altres activitats de serveis».
Dels 2 establiments de servei als particulars que hi havia el 2009, 1 era una fusteria i 1 perruqueria.
L'any 2000 a Abbeville-Saint-Lucien hi havia 9 explotacions agrícoles.

## Equipaments sanitaris i escolars
El 2009 hi havia una escola elemental integrada dins d'un grup escolar amb les comunes properes formant una escola dispersa.

## Poblacions més properes
El següent diagrama mostra les poblacions més properes.